# Zazu (Disney)
Pour les articles homonymes, voir Zazou (homonymie) et Zazu (homonymie).
Zazu (prononcé Zazou) est un personnage de Calao à bec rouge tiré du dessin animé Le Roi lion de Disney.

## Description
Dans le film, le rôle de Zazu est essentiellement comique. C'est le majordome royal, d'abord de Mufasa puis de Simba. Heureux d'exercer son rôle auprès de Mufasa, il conserve ses fonctions lorsque Scar devient roi, mais celui-ci le confine à une place subalterne. Successivement qualifié de « Bec de Banane » par Simba quand ce dernier est encore enfant et de « loufiat du Grand Manitou » par Shenzi, il reste fier et essaye malgré tout d'être à la hauteur de ses fonctions. Bavard et parfois ennuyeux, mais toujours présent, il est très sérieux et toujours très à cheval sur les règles, tandis que dans son jeune âge Simba est joueur et arrogant de nature.

## Apparence
Calao à bec rouge ayant un plumage bleu ciel et d'épais sourcils noirs.

## Interprètes
| Voix originale : - Le Roi lion : Rowan Atkinson - Le Roi lion 2 : L'Honneur de la tribu : Edward Hibbert - Le Roi lion 3 : Hakuna Matata : Edward Hibbert - Timon et Pumbaa : Michael Gough - La Garde du Roi lion : Jeff Bennett - Le Roi lion (live action) : John Oliver | Voix française : - Michel Prud'homme dans : - Le Roi lion - Le Roi lion 2 : L'Honneur de la tribu - Le Roi lion 3 : Hakuna Matata - Timon et Pumbaa - La Garde du Roi lion - Sébastien Desjours dans Le Roi lion (live action) - Alexis Tomassian dans Mufasa : Le Roi lion (live action) |

 Voix internationales :
- Voix allemande : Eberhard Prüter
- Voix brésilienne : Pádua Moreira
- Voix danoise : Peter Zhelder
- Voix finnoise : Veikko Honkanen
- Voix hongroise : Iván Verebély
- Voix islandaise : Sigurður Sigurjónsson
- Voix italienne : Roberto Del Giudice
- Voix japonaise : Hideyuki Umezu
- Voix néerlandaise : Paul van Gorcum
- Voix norvégienne : Anders Hatlo
- Voix polonaise : Tadeusz Borowski
- Voix portugaise : Fernando Luís

## Chanson interprétées par Zazu
- Le Rapport du matin (The Morning Report)[1]
- Je voudrais déjà être roi (I Just Can't Wait To Be King) avec Simba et Nala enfants

## Caractéristiques particulières
En plus de Iago, (le perroquet de Jafar dans Aladdin) il apparaît comme l'un des animateurs de l'attraction Enchanted Tiki Room du Magic Kingdom en Floride.
Dans la version originale, Zazu possède un accent britannique. Là où dans la version française il possède un accent belge.